# San Juan del Sur
San Juan del Sur är en kommun (municipio) i Nicaragua med 15 553 invånare (2012). Den ligger vid Stillahavskusten i den södra delen av landet i departementet Rivas. San Juan del Sur är på grund av sina fina havsstränder det populäraste turistmålet i Nicaragua.

## Geografi
San Juan del Sur gränsar till kommunerna Tola och Rivas i norr, Cárdenas i öster, grannlandet Costa Rica i söder, samt Stilla havet i väster. Kommunen har 21 fina sandstränder. Den mest frekventerade av dem är stranden i Bahía de San Juan del Sur där centralorten San Juan del Sur ligger. Andra stränder är mer orörda, som exempelvis Playa Ocotal, Playa Majagual, Playa Marsella, Playa El Coco, Playa La Flor och Playa Ostional.

## Historia

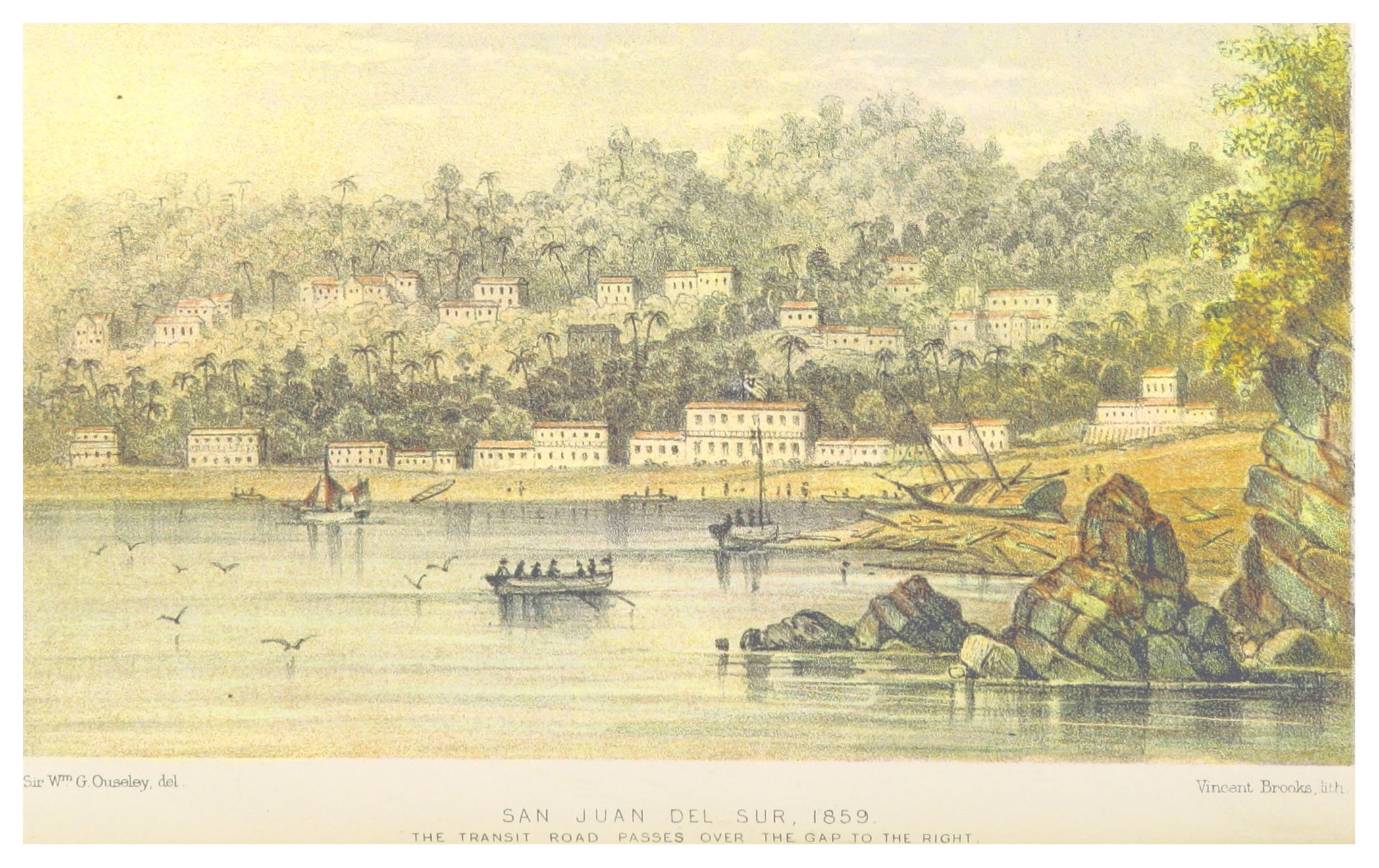
San Juan del Sur 1859

San Juan del Sur var ursprungligen en liten hamn med namnet San Juan de la Concordia. År 1851 blev det en stad som namngavs till Pineda, men det namnet har dock inte kvarlevt.

## Turism
San Juan del Sur är ett väldigt populär turistmål då det är den sista stora staden i Nicaragua innan gränsen i söder mot Costa Rica. En av de stora turistattraktionerna de har är den så kallade Sunday Funday. Eventet är ett riktigt stort Pub Crawl där eventet slutar på Naked Tiger Hostel, dit man kommer med bussar som åker upp i bergen. 

## Bilder
|  |  |  |
|  |  |  |